# Pradelles
Pradelles é uma comuna francesa na região administrativa de Auvérnia, no departamento do Alto Loire. Estende-se por uma área de 17,7 km². Em 2010 a comuna tinha 564 habitantes (densidade: 31,9 hab./km²).
Pertence à rede das As mais belas aldeias de França.

## Ligação externa
- Pradelles